# Дмитриево (Бабушкинский район)
Дмитриево — деревня в Бабушкинском районе Вологодской области.
Входит в состав Березниковского сельского поселения, с точки зрения административно-территориального деления — в Березниковский сельсовет.
Расстояние до районного центра села имени Бабушкина по автодороге составляет 90 км, до центра муниципального образования Воскресенского по прямой — 9 км. Ближайшие населённые пункты — Грушино, Борисово, Минькино.
Население по данным переписи 2002 года — 22 человека (15 мужчин, 7 женщин). Преобладающая национальность — русские (73 %).